# 2408-as mellékút (Magyarország)
A 2408-as számú mellékút a 21-es és a 24-es főutak között húzódó mellékút, részben Nógrád, részben Heves vármegye területén. Áthalad Pásztón, Hasznoson, felkapaszkodva a Mátrába Mátrakeresztesen, átérve Heves vármegyébe Fallóskúton Bagolyirtáson és Galyatetőn is. Mintegy 36,3 kilométer hosszú, négy számjegyű, 2×1 sávos összekötő út, kezelője a Magyar Közút Kht. Heves és Nógrád Vármegyei igazgatósága. Az úton a Galya-tető és a Kékes is könnyen megközelíthető.

## Története
1934-ben a kereskedelem- és közlekedésügyi miniszternek a hazai főúthálózat elemeit elsőként meghatározó 70 846/1934. számú rendelete még nem nyilvánította főúttá, sőt a rendelet alapján 1937-ben kiadott közlekedési térkép még mellékúti kiépítettséggel sem tüntette fel. Egy dátum nélküli, feltehetőleg 1950 körül készült térképen viszont másodrendű főútként szerepel, a Gyöngyöst és Pásztót a Mátrán keresztül összekötő 24-es főút részeként.

## Külső hivatkozások
- Magyar Közút Kht.